# Крени (албум)
Крени је четврти и најуспешнији албум босанскохерцеговачког и хрватског певача Амира Казића Леа, издат 1999. године за Нимфа саунд у Босни и Херцеговини и Немачкој. Наредне године је са албумом Љубав живи реиздат за српско тржиште у издању Сити Рекордса. Овај албум је донео певачу регионалну славу и на њему се налазе хитови Љуби, Љубице и Крени, дует са Северином, за обе песме снимљени су музички спотови.

## Списак песама
| №   | Назив                 | Текст           | Музика             | Трајање |  |
| 1.  | Љуби, Љубице          | Фарук Буљубашић | Ђорђе Новковић     | 3:10    |  |
| 2.  | Крени                 | Фарук Буљубашић | Ђорђе Новковић     | 3:34    |  |
| 3.  | Кад ми кажу           | Мирко Шенковски | Мирко Шенковски    | 3:37    |  |
| 4.  | Широки ти пут         | Фарук Буљубашић | Миро Буљан         | 3:37    |  |
| 5.  | Хладне су ми руке     | Фарук Буљубашић | Корнелије Ковач    | 4:12    |  |
| 6.  | На зиду крај перона   | Фарук Буљубашић | Ђорђе Новковић     | 2:55    |  |
| 7.  | Ти                    | Фарук Буљубашић | Ђорђе Новковић     | 3:54    |  |
| 8.  | Наша је љубав         | Мирко Шенковски | Мирко Шенковски    | 3:56    |  |
| 9.  | Љубав                 | Фарук Буљубашић | Бранимир Михаљевић | 3:30    |  |
| 10. | Остала си увијек иста | Жељко Сабол     | Ђоре Новковић      | 4:29    |  |